# Mimeresia owerri
Mimeresia owerri är en fjärilsart som beskrevs av Henry Stempffer 1961. Mimeresia owerri ingår i släktet Mimeresia och familjen juvelvingar. Inga underarter finns listade i Catalogue of Life.